# Mycalidae
Los micálidos (Mycalidae) son una familia de esponjas marinas del orden Poecilosclerida. El género Mycale es el que tiene distribución más extensa a lo largo del mundo, con excepción de buena parte del Océano Pacífico e Índico.

## Géneros
- Mycale Gray, 1867
- Phlyctaenopora Topsent, 1904